# Kris (cheval)
Pour les articles homonymes, voir Kris.
Kris (1976-2004) est un cheval de course pur-sang. L'un des plus grands milers de son époque, il fut ensuite un excellent étalon.

## Carrière de course
Propriété de son éleveur Lord Howard de Walden, entraîné par Henry Cecil, débute en juin 1978 à Leicester sous la selle de celui qui restera son seul partenaire, Joe Mercer. Première victoire, puis une autre le mois suivant dans une petite course à conditions disputée sur le champêtre hippodrome de Folkestone, où le poulain rentre avec des atteintes dues au terrain trop ferme. Il est mis au repos jusqu'à l'automne, puis reparaît à York et s'impose très facilement. Il est temps pour lui de monter de catégorie et d'affronter le niveau des groupes : ce seront les Horris Hill Stakes à Newbury où Joe Mercer lui donne une course d'attente. Kris lui fait les bras durant tout le parcours, mais quand son jockey lui demande enfin d'avancer, il vient chercher le leader au prix d'une belle accélération et s'impose d'une encolure.
En 1979, Kris fait partie des poulains en vue dans la perspective des classiques, mais sa rentrée victorieuse dans les Greenham Stakes, où il devance de 3 longueurs Young Generation, qui avait été l'un des meilleurs 2 ans l'année passée, le propulse favori des 2000 Guinées, où il se présente invaincu. Mais Kris manque son rendez-vous classique, s'inclinant face à l'outsider Tap on Wood, sauvant de justesse la deuxième place face à un Young Generation revanchard, et qui plus est malheureux durant le parcours. Henry Cecil décide alors de lui donner une autre course, facile, avant Royal Ascot, et le poulain s'en va quérir sans émotion les Heron Stakes à Kempton. Kris remet les pendules à l'heure dans les St James's Palace Stakes, battant sans discussion Young Generation, dont les parieurs avaient fait leur logique favori, puisqu'il avait entretemps ajouté les Lockinge Stakes et le Prix Jean Prat à son palmarès. Mais non, le meilleur miler de la génération 1976, c'est bien Kris.
La deuxième partie de la saison ne va faire que confirmer cette suprématie et l'étendre aux chevaux d'âge. Dans les Sussex Stakes, il écrase la concurrence de cinq longueurs ; dans le Crystal Mile, il finit le plus fort à l'issue d'une course d'attente ; dans les Queen Elizabeth II Stakes, il s'envole encore et laisse l'opposition à cinq longueurs. Alors qu'il est pressenti pour monter sur les 2 000 mètres des Champion Stakes, il se présente finalement au départ des Challenge Stakes, où il l'emporte aisément pour sa dernière sortie de la saison. C'est entendu, Kris est le meilleur miler d'Angleterre, il a battu tout ce qu'on lui opposait. Mais son leadership européen est discutable, car en France Irish River a fait au moins aussi bien que lui : 2 ans exceptionnel, il a confirmé à 3 ans et empoché la Poule d'Essai des Poulains, et deux grands miles d'arrière-saison face aux chevaux d'âge, le Prix Jacques Le Marois et le Prix du Moulin de Longchamp. Difficile de savoir qui est le meilleur des deux. C'est affaire d'impression, et peut-être de chauvinisme aussi car les Anglais de Timeform accordent à Kris un rating largement supérieur à celui d'Irish River, 135 contre 131, et font de lui le deuxième meilleur cheval d'Europe derrière Troy et ses 137. Les handicapeurs de la FIAH, eux, ne tranchent pas : Kris et Irish River sont classsés cinquième à égalité derrière un quatuor composé de Three Troikas, Troy, Le Marmot et Top Ville, qui évoluent tous sur la distance classique. Kris et Irish River, ainsi sacrés meilleurs milers d'Europe l'un comme l'autre, ne se rencontreront jamais. Nanti de sept victoires de groupe 1, le champion français n'a plus rien à prouver et entre au haras à la fin de son année de 3 ans.
Quant à Kris, il revient aux affaires en 1980 et se montre toujours aussi fringant. Il enchaîne deux victoires, dont les Lockinge Stakes avec un record de la course à la clé. Mais des pépins de santé le tiennent éloigné des hippodromes tout l'été. On ne le revoit qu'en septembre, dans une petite course de reprise qui ressemble à un galop d'entraînement. Son entourage décide de lui faire faire ses adieux dans les Queen Elizabeth II Stakes, où il doit affronter l'excellent 3 ans Known Fact, vainqueur des 2000 Guinées. La course est limpide et le verdict aussi : à l'issue d'une magnifique lutte, Kris s'incline sans excuses face à son cadet, qui devient le deuxième cheval à le devancer. C'est donc sur l'une des deux seules défaites de sa carrière que Kris se retire au haras.

### Résumé de carrière
| Date         | Hippodrome  | Pays        | Course                    | Statut      | Distance    | Jockey      | Place       | Écart       | Vainqueur ou deuxième |
| 1978, 2 ans  | 1978, 2 ans | 1978, 2 ans | 1978, 2 ans               | 1978, 2 ans | 1978, 2 ans | 1978, 2 ans | 1978, 2 ans | 1978, 2 ans | 1978, 2 ans           |
| ------------ | ----------- | ----------- | ------------------------- | ----------- | ----------- | ----------- | ----------- | ----------- | --------------------- |
| Juin         | Leicester   | Royaume-Uni | Maiden                    |             | 1 000 m     | J. Mercer   | 1er         |             |                       |
| Juillet      | Folkestone  | Royaume-Uni |                           |             | 1 200 m     | J. Mercer   | 1er         |             |                       |
| Octobre      | York        | Royaume-Uni | Marston Moor Stakes       |             | 1 200 m     | J. Mercer   | 1er / 5     | 8           | Touch Boy             |
| 26 octobre   | Newbury     | Royaume-Uni | Horris Hill Stakes        | Gr. 3       | 1 400 m     | J. Mercer   | 1er / 9     | enc.        | Hardgreen             |
| 1979, 3 ans  |             |             |                           |             |             |             |             |             |                       |
| 21 avril     | Newbury     | Royaume-Uni | Greenham Stakes           | Gr. 3       | 1 400 m     | J. Mercer   | 1er / 9     | 3           | Young Generation      |
| 6 mai        | Newmarket   | Royaume-Uni | 2000 Guineas              | Gr. 1       | 1 600 m     | J. Mercer   | 2e / 20     | 1/2         | Tap on Wood           |
| Mai          | Kempton     | Royaume-Uni | Heron Stakes              |             | 1 400 m     | J. Mercer   | 1er         |             | Bue Refrain           |
| 19 juin      | Ascot       | Royaume-Uni | St. James's Palace Stakes | Gr. 2       | 1 600 m     | J. Mercer   | 1er / 5     | 1 ½         | Young Generation      |
| 1er août     | Goodwood    | Royaume-Uni | Sussex Stakes             | Gr. 1       | 1 600 m     | J. Mercer   | 1er / 7     | 5           | Swiss Maid            |
| 25 août      | Ascot       | Royaume-Uni | Crystal Mile              | Gr. 2       | 1 600 m     | J. Mercer   | 1er / 8     | 3/4         | Jellaby               |
| 29 septembre | Ascot       | Royaume-Uni | Queen Elizabeth II Stakes | Gr. 2       | 1 600 m     | J. Mercer   | 1er / 7     | 5           | Foveros               |
| 18 octobre   | Newmarket   | Royaume-Uni | Challenge Stakes          | Gr. 3       | 1 400 m     | J. Mercer   | 1er / 7     | 2 ½         | Absalom               |
| 1980, 4 ans  |             |             |                           |             |             |             |             |             |                       |
| 1er mai      | Haydock     | Royaume-Uni | Window Stakes             |             | 1 400 m     | J. Mercer   | 1er / 3     |             |                       |
| 7 mai        | Newbury     | Royaume-Uni | Lockinge Stakes           | Gr. 2       | 1 600 m     | J. Mercer   | 1er / 7     | 3/4         | Foveros               |
| Septembre    | Doncaster   | Royaume-Uni | Crown of Crowns Stakes    |             | 1 600 m     | J. Mercer   | 1er         | 12          |                       |
| 25 septembre | Ascot       | Royaume-Uni | Queen Elizabeth II Stakes | Gr. 2       | 1 600 m     | J. Mercer   | 2e / 7      | enc.        | Known Fact            |

## Au haras
Syndiqué pour 4 millions de livres, Kris prend ses quartiers d'étalon au haras de son propriétaire, Thornton Stud et sera relocalisé en 1994 à Plantation Stud à Newmarket. Il ne tarde pas à se mettre en évidence puisque Oh So Sharp, qui sera son meilleur produit, est issue de sa première génération. Cette pouliche appartenant élevée par Cheikh Mohammed, invaincue à 2 ans, reste à ce jour la dernière lauréate de la Triple Couronne des pouliches 1000 Guinées, Oaks, St. Leger). Kris a produit une dizaine de vainqueurs de groupe 1, parmi lesquels Unite (Oaks, Irish Oaks), Rafha (Prix de Diane), Sure Blade (St. James's Palace Stakes, Queen Elizabeth II Stakes) ou encore Flash of Steel (Irish 2000 Guineas). Il est sacré champion sire en 1985. Ses filles ont brillé au stud, notamment Rafha, mère des excellents étalons Invincible Spirit et Kodiac.
Retiré de la monte en 2002, Kris meurt d'une crise cardiaque deux ans plus tard, à 28 ans.

## Origines
Kris est un fils du grand étalon Sharpen Up, numéro 1 de sa génération à 2 ans, mère de la championne Pebbles (1000 Guineas, Eclipse Stakes, Champion Stakes, Breeders' Cup Turf), du champion sprinter Sharpo (triple lauréat de la Sprint Championship, July Cup, Prix de l'Abbaye de Longchamp) du vainqueur du Prix de l'Arc de Triomphe Trempolino ou encore de l'excellent étalon Selkirk.
Doubly Sure, sa mère, ne connut pas la gloire en piste mais au haras, où cette fille du champion Reliance s'est avérée une prodigieuse reproductrice. On lui doit, outre Kris, : 
- Pris (1978, par Priamos), mère de :
  - Perpendicular (par Shirley Heights) : 2e Prince of Wales's Stakes, 3e Bayerisches Zuchtrennen, Dante Stakes (Gr.2),
  - Prismatic (par Manado) : Lockinge Stakes ;
- Diesis (1980, par Sharpen Up) : Meilleur 2 ans européen en 1982, vainqueur des Middle Park Stakes et des Dewhurst Stakes), excellent étalon, père d'une dizaine de vainqueurs de groupe 1 ;
- Keen (1981, par Sharpen Up) : 2e St. James's Palace Stakes. Étalon, père notamment de River Keen (Jockey Club Gold Cup, Woodward Stakes) ;
- Presidium (1982, par General Assembly) : City of York Stakes, étalon ;
- Rudimentary (1988, par Nureyev) : Forte Mile, 2e Premio Vittorio di Capua, 3e Lockinge Stakes. Étalon, père notamment du champion hongkongais Housemaster.

### Pedigree
| Origines de Kris (GB), mâle alezan né en 1976 | Origines de Kris (GB), mâle alezan né en 1976 | Origines de Kris (GB), mâle alezan né en 1976 | Origines de Kris (GB), mâle alezan né en 1976 |
| --------------------------------------------- | --------------------------------------------- | --------------------------------------------- | --------------------------------------------- |
| Père Sharpen Up 1969                          | Atan 1961                                     | Native Dancer                                 | Polynesian                                    |
| Père Sharpen Up 1969                          | Atan 1961                                     | Native Dancer                                 | Geisha                                        |
| Père Sharpen Up 1969                          | Atan 1961                                     | Mixed Marriage                                | Tudor Minstrel                                |
| Père Sharpen Up 1969                          | Atan 1961                                     | Mixed Marriage                                | Persian Maid                                  |
| Père Sharpen Up 1969                          | Rocchetta 1961                                | Rockefella                                    | Hyperion                                      |
| Père Sharpen Up 1969                          | Rocchetta 1961                                | Rockefella                                    | Rockfel                                       |
| Père Sharpen Up 1969                          | Rocchetta 1961                                | Chambiges                                     | Majano                                        |
| Père Sharpen Up 1969                          | Rocchetta 1961                                | Chambiges                                     | Chanterelle                                   |
| Mère Doubly Sure 1971                         | Reliance 1962                                 | Tantième                                      | Deux-Pour-Cent                                |
| Mère Doubly Sure 1971                         | Reliance 1962                                 | Tantième                                      | Terka                                         |
| Mère Doubly Sure 1971                         | Reliance 1962                                 | Relance                                       | Relic                                         |
| Mère Doubly Sure 1971                         | Reliance 1962                                 | Relance                                       | Polaire                                       |
| Mère Doubly Sure 1971                         | Soft Angels 1963                              | Crepello                                      | Donatello                                     |
| Mère Doubly Sure 1971                         | Soft Angels 1963                              | Crepello                                      | Crepuscule                                    |
| Mère Doubly Sure 1971                         | Soft Angels 1963                              | Sweet Angel                                   | Honeyway                                      |
| Mère Doubly Sure 1971                         | Soft Angels 1963                              | Sweet Angel                                   | No Angel (Famille 2-o)                        |